# Michal Rozsíval
Michal Rozsíval (ur. 3 września 1978 we Vlašimiu) – czeski hokeista. Reprezentant Czech.

## Kariera
- HC Dukla Jihlava U18 (1994-1995)
- HC Dukla Jihlava U20 (1995-1996)
- Swift Current Broncos (1996-1998)
- Syracuse Crunch (1998-1999)
- Pittsburgh Penguins (1999-2003)
- Wilkes-Barre/Scranton Penguins (2000-2001, 2003)
- HC Oceláři Trzyniec (2004-2005)
- HC Pardubice (2005)
- New York Rangers (2005-2011)
- Phoenix Coyotes (2011-2012)
- Chicago Blackhawks (2012-2017)

Wychowanek klubu HC Vlašim. Od 1999 występował w lidze NHL. Wieloletni zawodnik New York Rangers. W styczniu 2011 klub przekazał go do Phoenix Coyotes w drodze wymiany za polskiego zawodnika, Wojtka Wolskiego. Od września 2012 zawodnik Chicago Blackhawks, związany rocznym kontraktem. W lipcu 2013 przedłużył kontrakt o rok. Po raz ostatni wystŁpował w sezonie NHL (2016/2017), aczkolwiek w lutym 2017 przedłużył w Chicago kontrakt o rok. Potem był kontuzjowany.
Uczestniczył w turniejach mistrzostw świata w 2008, 2010.

## Sukcesy
Reprezentacyjne
- Złoty medal mistrzostw świata: 2010

Klubowe
- Mistrzostwo konferencji AHL: 2001 z Wilkes-Barre/Scranton Penguins
- Złoty medal mistrzostw Czech: 2005 z HC Pardubice
- Puchar Wiktorii: 2008 z New York Rangers
- Mistrz dywizji NHL: 2013 z Chicago Blackhawks
- Mistrz konferencji NHL: 2013 z Chicago Blackhawks
- Presidents’ Trophyy: 2013 z Chicago Blackhawks
- Clarence S. Campbell Bowl: 2013, 2015 z Chicago Blackhawks
- Puchar Stanleya: 2013, 2015 z Chicago Blackhawks

Indywidualne
- Sezon WHL / CHL 1997/1998:
  - Bill Hunter Memorial Trophy – najlepszy obrońca WHL
  - Drugi skład gwiazd CHL
- Sezon NHL (2005/2006):
  - NHL Plus/Minus Award – pierwsze miejsce w klasyfikacji +/− w sezonie zasadniczym: +35
- Mistrzostwa Świata w Hokeju na Lodzie 2010/Elita:
  - Jeden z trzech najlepszych zawodników reprezentacji